# 薩曼甘

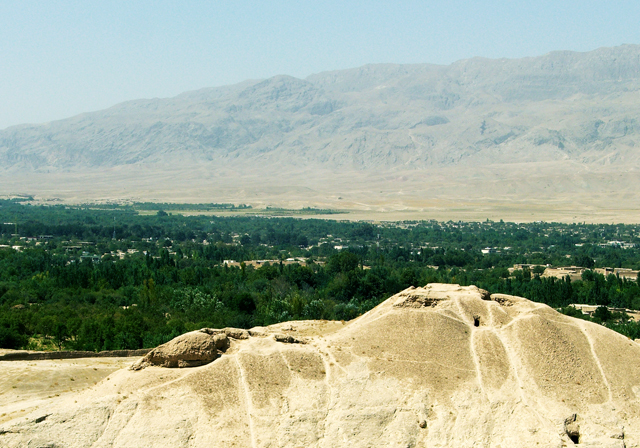
艾巴克

薩曼甘（波斯語：‎，旧称艾巴克，波斯語：‎）是阿富汗的城鎮，也是薩曼甘省的首府，位於該國北部，距離首都喀布爾約240公里，海拔高度959米，2012年人口9,958，2019年的人口为116,281人。大多數居民是塔吉克人和乌兹别克人。主要产麦、杏仁和开心果。

## 名字
艾巴克在当地的乌兹别克语中是“穴居者”的意思，乌兹别克斯坦的乌兹别克语中，o'ymoq为“挖洞”的意思。达里语喀布尔方言中称为Haibak（هَیبَک），因此在一些欧洲文字资料中将此处称为Haibak。
玄奘的《大唐西域记》中将此地译为“纥露悉泯健国”（Rūi-Samangān，Hrum-Simingān），说该国“周千余里，国大，都城周十四五里，西北至忽懔国”。
在菲尔多西《列王纪》中的鲁斯塔姆传说中，也出现过Samangān这个地名，位于伊朗和图兰的边界。

## 历史
艾巴克东南两公里处有一处公元4-5世纪佛教寺院遗址，今名Takht-e Rostam（鲁斯塔姆的王座）。，艾巴克南约65公里处有一处名为Hazār Som（波斯语“一千个洞窟”的意思）谷地的遗址群，有超过两百余处结构复杂、多层多室的可居住洞窟遗址，大多数为公元3世纪的遗迹。